# 4 Ursae Majoris b
4 Ursae Majoris b è un pianeta extrasolare in orbita attorno alla stella gigante 4 Ursae Majoris.
Il pianeta possiede una massa di 7 masse gioviane, il che lo classifica molto probabilmente come un pianeta supergioviano. Orbita in 269,3 giorni attorno alla sua stella madre, a una distanza di 0,87 UA su un'orbita eccentrica. La sua velocità orbitale è del 12% maggiore di quella terrestre e data la sua vicinanza alla stella e la sua grande massa, possiede una semiampiezza di 215,6 m/s. Il raggio è stimato essere lievemente più piccolo di quello di Giove, e conseguentemente il pianeta possiede una accelerazione di gravità nettamente maggiore.